# 卡扎韦
卡扎韦（法語：Cazavet，法語發音：[kazavɛ]）是法国阿列日省的一个市镇，属于圣日龙区。

## 地理
卡扎韦（43°0'7"N, 1°2'37"E）面积17.93 平方千米，位于法国奧克西塔尼大區阿列日省，该省份为法国西南部内陆省份，西部和北部与上加龙省接壤，东临奥德省，东南至东比利牛斯省接壤，南与安道尔和西班牙接壤。
与卡扎韦接壤的市镇（或旧市镇、城区）包括：巴拉盖尔、科蒙、蒙戈克、普拉邦雷波、弗朗卡扎勒。

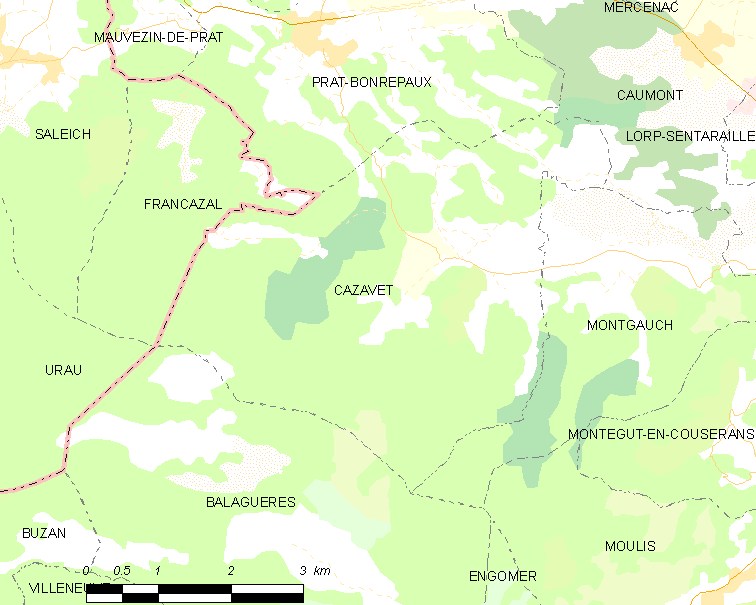
卡扎韦的OSM定位图

卡扎韦的时区为UTC+01:00、UTC+02:00（夏令时）。

## 行政
卡扎韦的邮政编码为09160，INSEE市镇编码为09091。

## 政治
卡扎韦所属的省级选区为库斯朗谷地县。

## 人口

1962-2008年间卡扎韦人口变化图示

卡扎韦于2022年1月1日时的人口数量为192人。